# Ko Sung-hee
Pour les articles homonymes, voir Ko.
Ko Sung-hee née le 21 juin 1990 dans le Missouri, est une actrice coréo-américaine.

## Biographie
Elle a joué son premier rôle principal dans le drame fantastique-historique Diary of a Night Watchman (2014).
Le 17 octobre 2022, l'agence de Ko a annoncé que Ko épouserait un petit ami non célèbre en novembre. Ils se sont mariés lors d'une cérémonie privée le 20 novembre 2022 à Séoul.